# Llista de chasmata de Venus
En aquest article només es mostra els noms oficials aprovats per la Unió Astronòmica Internacional (UAI).
Aquesta és una llista de chasmata amb nom de Venus. Les chasmata de Venus porten els noms de deesses de la caça o deesses de la Lluna.
La latitud i la longitud es donen com a coordenades planetocèntriques amb longitud est (+ Est; 0-360).
| Chasma             | Coordenades                            | Diàmetre (km) | Epònim | Ref.  |
| ------------------ | -------------------------------------- | ------------- | --- | ----- |
| Aikhylu Chasma     | 32° N, 292° E / 32°N,292°E             | 300           | Filla de la Lluna de la mitologia baixkir.                                                                      | WGPSN |
| Aranyani Chasma    | 69° 18′ N, 74° 24′ E / 69.3°N,74.4°E   | 718           | Deessa del bosc de l'Índia.                                                                                     | WGPSN |
| Ardwinna Chasma    | 21° N, 197° E / 21°N,197°E             | 500           | Deessa del bosc silvestre dels celtes continentals.                                                             | WGPSN |
| Artemis Chasma     | 41° 12′ S, 138° 30′ E / 41.2°S,138.5°E | 3.087         | Deessa grega de la caça / Lluna.                                                                                | WGPSN |
| Artio Chasma       | 35° 30′ S, 39° 00′ E / 35.5°S,39°E     | 450           | Deessa óssa celta de la fauna salvatge.                                                                         | WGPSN |
| Baba-Jaga Chasma   | 53° 12′ N, 49° 30′ E / 53.2°N,49.5°E   | 580           | Bruixa del bosc eslava.                                                                                         | WGPSN |
| Britomartis Chasma | 33° S, 130° E / 33°S,130°E             | 1.000         | Deessa grega / cretenca de la caça.                                                                             | WGPSN |
| Chang Xi Chasmata  | 59° S, 17° E / 59°S,17°E               | 220           | Deessa xinesa, qui va donar a llum dotze llunes.                                                                | WGPSN |
| Chondi Chasma      | 18° 30′ S, 230° 00′ E / 18.5°S,230°E   | 1.000         | Deessa bengalí de la fauna salvatge.                                                                            | WGPSN |
| Dali Chasma        | 17° 36′ S, 167° 00′ E / 17.6°S,167°E   | 2.077         | Deessa de la caça georgiana.                                                                                    | WGPSN |
| Daura Chasma       | 73° 48′ N, 53° 48′ E / 73.8°N,53.8°E   | 729           | Gran caçadora haussa (Sudan occidental).                                                                        | WGPSN |
| Devana Chasma      | 22° 00′ N, 283° 30′ E / 22°N,283.5°E   | 2.000         | Deessa txecoslovaca de la caça.                                                                                 | WGPSN |
| Dewi Ratih Chasma  | 6° 30′ S, 359° 42′ E / 6.5°S,359.7°E   | 1.000         | Deessa de la Lluna de Bali (Indonèsia).                                                                         | WGPSN |
| Diana Chasma       | 14° 48′ S, 154° 48′ E / 14.8°S,154.8°E | 938           | Deessa romana de la caça / Lluna.                                                                               | WGPSN |
| Dziwica Chasma     | 16° 30′ S, 235° 00′ E / 16.5°S,235°E   | 1.300         | Donzella del bosc en els mites de Luzicke Serby/Sorben/Wenden, grup eslau de l'Alemanya occidental.             | WGPSN |
| Gamsilg Chasma     | 46° S, 64° E / 46°S,64°E               | 600           | Deessa del bosc malvada txetxena i ingúixa.                                                                     | WGPSN |
| Ganis Chasma       | 18° N, 189° E / 18°N,189°E             | 3.700         | Donzella del bosc de lapons occidentals.                                                                        | WGPSN |
| Geyaguga Chasma    | 56° 30′ S, 70° 00′ E / 56.5°S,70°E     | 800           | Deessa de la Lluna cherokee.                                                                                    | WGPSN |
| Gui Ye Chasma      | 9° 00′ S, 337° 06′ E / 9°S,337.1°E     | 210           | Fada de la Lluna xinesa.                                                                                        | WGPSN |
| Hanghepiwi Chasma  | 48° 30′ S, 18° 00′ E / 48.5°S,18°E     | 1.100         | Nom dakota de la Lluna i la nit.                                                                                | WGPSN |
| Hanwi Chasma       | 10° 30′ N, 247° 00′ E / 10.5°N,247°E   | 1.800         | Deessa de la Lluna i del cel oglala.                                                                            | WGPSN |
| Hecate Chasma      | 18° 12′ N, 254° 18′ E / 18.2°N,254.3°E | 3.145         | Deessa de la Lluna grega.                                                                                       | WGPSN |
| Heng-o Chasma      | 6° 36′ N, 355° 30′ E / 6.6°N,355.5°E   | 734           | Deessa de la Lluna xinesa.                                                                                      | WGPSN |
| Hina Chasma        | 63° 42′ N, 20° 00′ E / 63.7°N,20°E     | 415           | Deessa de la Lluna hawaiana.                                                                                    | WGPSN |
| Ix Chel Chasma     | 10° 00′ S, 73° 24′ E / 10°S,73.4°E     | 503           | Esposa asteca del déu Sol; probablement deessa de la Lluna.                                                     | WGPSN |
| Jana Chasma        | 12° 12′ S, 117° 54′ E / 12.2°S,117.9°E | 650           | Deessa de la Lluna romana.                                                                                      | WGPSN |
| Juno Chasma        | 30° 30′ S, 111° 06′ E / 30.5°S,111.1°E | 915           | Deessa del cel romana; germana i consort de Júpiter.                                                            | WGPSN |
| Kaygus Chasmata    | 49° 36′ N, 52° 06′ E / 49.6°N,52.1°E   | 503           | Senyora dels animals del bosc ketiana (Sibèria).                                                                | WGPSN |
| Kicheda Chasma     | 2° 30′ S, 213° 00′ E / 2.5°S,213°E     | 1.500         | Deessa lunar de nganassan (península de Taimir).                                                                | WGPSN |
| Kokomikeis Chasma  | 0° N, 85° E / 0°N,85°E                 | 1.000         | Deessa lunar dels peus negres / algonquins.                                                                     | WGPSN |
| Kottravey Chasma   | 30° 30′ N, 77° 54′ E / 30.5°N,77.9°E   | 744           | Deessa caçadora dravidiana (Índia).                                                                             | WGPSN |
| Kov-Ava Chasma     | 58° 48′ S, 21° 48′ E / 58.8°S,21.8°E   | 470           | Senyora del bosc mordoviana (riu Volga)                                                                         | WGPSN |
| Kozhla-Ava Chasma  | 56° 12′ N, 50° 36′ E / 56.2°N,50.6°E   | 581           | Deessa del bosc mari (riu Volga).                                                                               | WGPSN |
| Kuanja Chasma      | 12° 00′ S, 99° 30′ E / 12°S,99.5°E     | 890           | Deessa mbundu de l'esperit de la caça.                                                                          | WGPSN |
| Lasdona Chasma     | 69° 18′ N, 36° 48′ E / 69.3°N,36.8°E   | 697           | Principal deessa del bosc lituana.                                                                              | WGPSN |
| Latona Chasma      | 26° 00′ N, 267° 30′ E / 26°N,267.5°E   | 530           | Deessa de la Lluna romana.                                                                                      | WGPSN |
| Lesavka Chasma     | 0° 48′ S, 215° 00′ E / 0.8°S,215°E     | 800           | Deessa del bosc eslava, filla del dèu del bosc Leshiy i de la deessa del pantà Kikimora.                        | WGPSN |
| Medeina Chasma     | 46° 12′ N, 89° 18′ E / 46.2°N,89.3°E   | 606           | Deessa del bosc lituana.                                                                                        | WGPSN |
| Mežas-Mate Chasma  | 51° 00′ N, 50° 42′ E / 51°N,50.7°E     | 506           | Deessa del bosc letona.                                                                                         | WGPSN |
| Misne Chasma       | 78° 18′ N, 316° 30′ E / 78.3°N,316.5°E | 610           | Donzella del bosc dels mansi (Sibèria).                                                                         | WGPSN |
| Mist Chasma        | 39° 30′ N, 247° 18′ E / 39.5°N,247.3°E | 244           | Valquíria nòrdica. Canviat de Mist Fossae.                                                                      | WGPSN |
| Morana Chasma      | 68° 54′ N, 24° 36′ E / 68.9°N,24.6°E   | 317           | Deessa de la Lluna txeca.                                                                                       | WGPSN |
| Mots Chasma        | 51° 54′ N, 56° 06′ E / 51.9°N,56.1°E   | 464           | Deessa de la Lluna àvara (Caucas).                                                                              | WGPSN |
| Nang-byon Chasma   | 4° 00′ N, 316° 30′ E / 4°N,316.5°E     | 450           | Deessa de la Lluna dels Tai Dón (Vietnam).                                                                      | WGPSN |
| Olapa Chasma       | 42° 00′ S, 208° 30′ E / 42°S,208.5°E   | 650           | Deessa de la Lluna dels massais.                                                                                | WGPSN |
| Parga Chasmata     | 20° S, 255° E / 20°S,255°E             | 11.100        | Bruixa del bosc dels nenets. L'extensió de la fractura es va ampliar el 2001. És la chasma més llarga de Venus. | WGPSN |
| Pinga Chasma       | 20° S, 287° E / 20°S,287°E             | 500           | Deessa inuit de la caça; el déu de la Lluna Igaluk està subordinat a ella.                                      | WGPSN |
| Quilla Chasma      | 23° 42′ S, 127° 18′ E / 23.7°S,127.3°E | 973           | Deessa de la Lluna inca.                                                                                        | WGPSN |
| Rabie Chasma       | 10° 30′ S, 267° 00′ E / 10.5°S,267°E   | 950           | Deessa de la lluna wemale (Indonèsia oriental).                                                                 | WGPSN |
| Ralk-umgu Chasma   | 15° S, 106° E / 15°S,106°E             | 840           | Dona lunar dels nivkhs (illa Sakhalín).                                                                         | WGPSN |
| Reitia Chasma      | 51° 30′ S, 100° 00′ E / 51.5°S,100°E   | 400           | Deessa de la salut i caçadora veneciana.                                                                        | WGPSN |
| Rona Chasma        | 2° 30′ N, 288° 00′ E / 2.5°N,288°E     | 1.520         | Deessa de la Lluna maori que controla les marees.                                                               | WGPSN |
| Seo-Ne Chasma      | 63° 30′ S, 26° 00′ E / 63.5°S,26°E     | 430           | Deessa de la Lluna coreana, esposa del Sol.                                                                     | WGPSN |
| Sutkatyn Chasmata  | 64° S, 11° E / 64°S,11°E               | 350           | Esperit del bosc kumyk.                                                                                         | WGPSN |
| Tellervo Chasma    | 60° S, 125° E / 60°S,125°E             | 600           | Donzella de bosc finlandesa.                                                                                    | WGPSN |
| Tkashi-mapa Chasma | 13° N, 206° E / 13°N,206°E             | 1.100         | Deessa del bosc georgiana.                                                                                      | WGPSN |
| Tsects Chasma      | 61° 36′ S, 35° 00′ E / 61.6°S,35°E     | 600           | Esperit amable del bosc del més enllà haida: l'àvia ratolí.                                                     | WGPSN |
| Varz Chasma        | 71° 18′ N, 27° 00′ E / 71.3°N,27°E     | 346           | Deessa de la Lluna lesguiana (Caucas).                                                                          | WGPSN |
| Vir-ava Chasma     | 16° 30′ S, 124° 00′ E / 16.5°S,124°E   | 1.700         | Mare del bosc mordviniana.                                                                                      | WGPSN |
| Vires-Akka Chasma  | 75° 36′ N, 341° 36′ E / 75.6°N,341.6°E | 742           | Deessa del bosc sami.                                                                                           | WGPSN |
| Xaratanga Chasma   | 54° S, 70° E / 54°S,70°E               | 1.300         | Deessa de la Lluna tarasca.                                                                                     | WGPSN |
| Zewana Chasma      | 9° N, 212° E / 9°N,212°E               | 900           | Deessa caçadora eslava occidental / polonesa.                                                                   | WGPSN |
| Žverine Chasma     | 18° 30′ N, 271° 00′ E / 18.5°N,271°E   | 1.300         | Deessa caçadora lituana.                                                                                        | WGPSN |